# Antenna direzionale

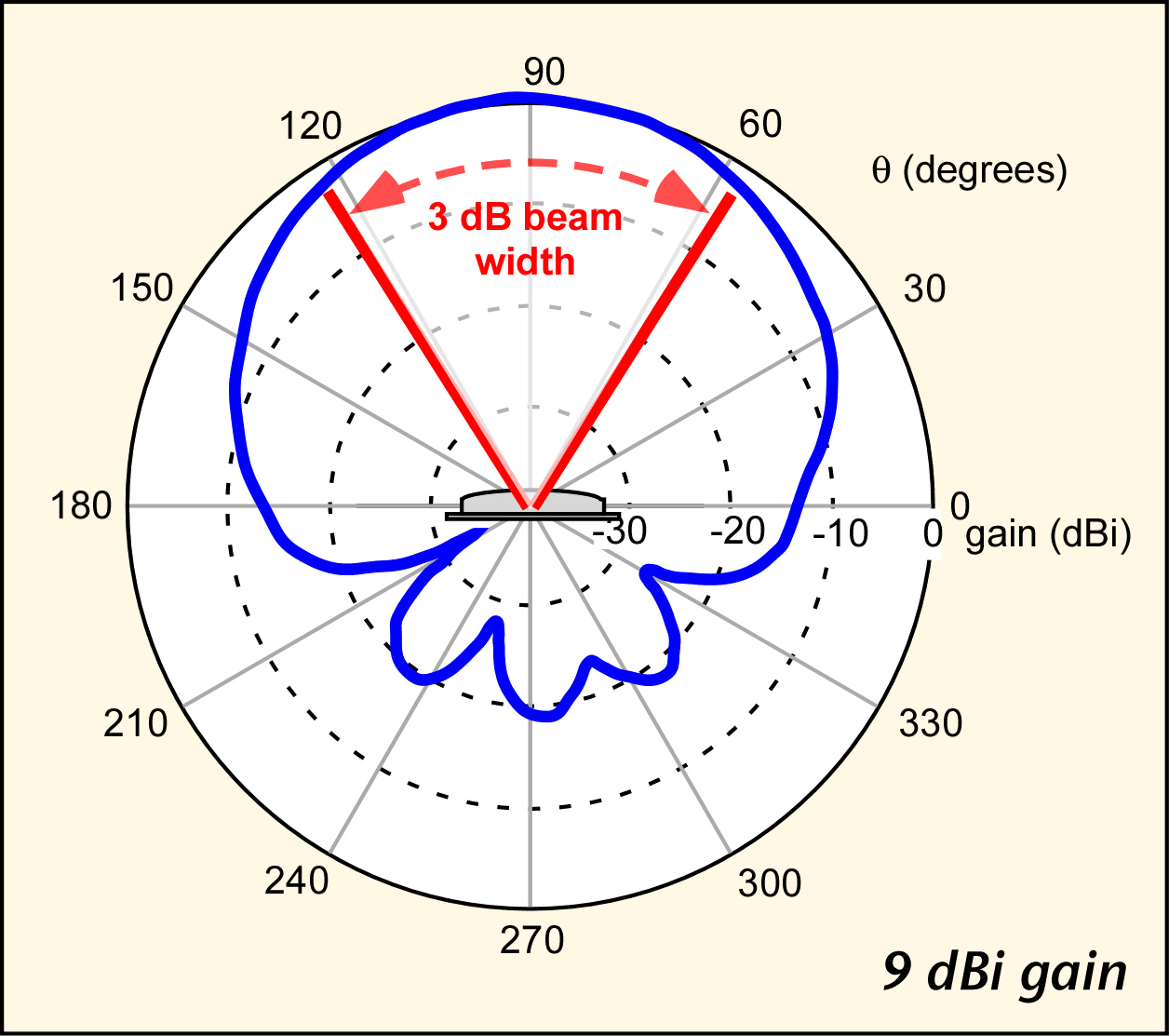
Schema di un guadagno di antenna

Un'antenna direzionale o antenna direttiva è un'antenna che trasmette o riceve molta potenza in specifiche direzioni consentendo maggiori performance e ridotte interferenze da fonti indesiderate. Antenne direzionali forniscono performance maggiori rispetto alle antenne a dipolo —o antenne omnidirezionali in generale quando si vuole maggior concentrazione di radiazioni in determinate direzioni.
Un'antenna a elevato guadagno (HGA = High gain antenna) è un'antenna direzionale con un diametro del fascio di radioonde stretto e focalizzato, che consente un più preciso puntamento del segnale radio. Molto più comunemente citate durante le missioni nello spazio, queste antenne sono anche in uso su tutta la terra, con il massimo successo in aree piatte e aperte dove non ci sono montagne che disturbino le radioonde. In contrasto, un'antenna a basso guadagno (Low gain antenna = LGA) è un'antenna omnidirezionale con un ampio fascio di radioonde, che consente al segnale di propagarsi ragionevolmente bene anche in regioni montagnose ed è quindi più affidabile indipendentemente dal terreno. Antenne a basso guadagno sono spesso usate in campo spaziale come backup alle "antenne ad elevato guadagno", che trasmettono un fascio di onde molto più ristretto e quindi suscettibile di perdite di segnale.
In pratica tutte le antenne sono almeno in qualche modo direzionali, sebbene usualmente sia considerata solo la direzione nel piano parallelo alla terra, e le antenne in pratica possono essere facilmente omnidirezionali su un piano. I tipi più comuni sono le antenne Yagi, le antenne logperiodiche e le antenne con riflettore ad angolo, che sono frequentemente e commercialmente vendute come antenne per televisione. I ripetitori per telefoni cellulari fanno spesso uso di antenne esterne direzionali per fornire un segnale più ampio di quello che si può ottenere con i telefoni cellulari, le antenne logperiodiche e quelle con riflettore ad angolo, che sono frequentemente combinate e commercialmente vendute come antenne TV residenziali. I ricevitori per televisione satellitare usualmente utilizzano antenne paraboliche. Per frequenze basse o medie, vengono utilizzate nella maggior parte dei casi schiere a torre come antenne direzionali.

## Principi operativi
In trasmissione, un'antenna ad alto guadagno consente di emettere maggior potenza nella direzione del ricevitore, aumentando l'intensità del segnale ricevuto. In ricezione un'antenna ad alto guadagno cattura gran parte del segnale, anche incrementando la sua potenza. A motivo della reciprocità, questi due effetti sono identici—un'antenna che genera in trasmissione un segnale 100 volte più forte (comparato a un'antenna isotropa) catturerà anche energia 100 volte maggiore di quella isotropa se utilizzata come antenna ricevente. In conseguenza della loro direzionalità, le antenne direzionali inviano minor (e ricevono anche minor) segnale a/da direzioni diverse da quella del fascio principale. Questa proprietà può essere sfruttata per ridurre le interferenze.
Vi sono molti modi per realizzare un'antenna ad alto guadagno. I più comuni sono antenne paraboliche, antenne elicoidali, antenne Yagi e schiere di fase di piccole antenne di qualsiasi tipo. Si possono costruire anche antenne a tromba, ma se ne vedono meno frequentemente.
Sono possibili ancor altre configurazioni —l'Osservatorio di Arecibo usava la combinazione di una line feed con un enorme riflettore sferico (in contrasto con i più comuni riflettori parabolici), per ottenere guadagni estremamente alti a frequenze specifiche.

## Guadagno di antenna
Il guadagno è spesso citato in riferimento a una ipotetica antenna che irradia uniformemente in tutte le direzioni, un'antenna isotropa. Questo guadagno, se misurato in decibel, è indicato con dBi. Il principio di conservazione dell'energia impone che le antenne a elevato guadagno devono avere fasci stretti. Ad esempio, se un'antenna a elevato guadagno trasmette 1 watt e assomiglia a una trasmittente da 100 watt, allora il fascio può "ricoprire" al massimo 1/100 del cielo (altrimenti l'ammontare totale dell'energia irradiata in tutte le direzioni darebbe una somma maggiore della potenza del trasmettitore, il che è impossibile). A sua volta ciò implica che le antenne ad alto guadagno devono essere fisicamente ampie, poiché, secondo il limite di diffrazione, più stretto è il fascio desiderato, più ampia dev'essere l'antenna (misurata in lunghezze d'onda).
Il guadagno di antenna può essere misurato anche in dBd, che è il guadagno in decibel riferito alla direzione di massima intensità di un dipolo a mezz'onda. Nel caso di antenna di tipo Yagi, ciò equivale più o meno al guadagno che ci si aspetterebbe dall'antenna sotto test senza tutti i suoi elementi direttori e riflettenti. È importante non confondere dBi e dBd: i due differiscono per 2,15 dB, con la cifra del dBi maggiore, poiché un dipolo ha 2,15 db di guadagno rispetto a un'antenna isotropica.
Il guadagno dipende anche dal numero di elementi e dalla sintonia di questi elementi.
Le antenne possono essere accordate per essere risonanti su un'ampia gamma di frequenze ma, a parità di altre condizioni, ciò significa che il guadagno dell'antenna sarà inferiore a quello di una accordata su una sola frequenza o gruppo di frequenze. Per esempio, nel caso delle antenne TV a larga banda la diminuzione del guadagno è piuttosto ampia al fondo della banda di trasmissione. Nel Regno Unito il terzo inferiore della banda TV è chiamato gruppo A; vedi grafico del guadagno comparante gruppi di antenne a un'antenna a larga banda della stessa ampiezza/modello.
Anche altri fattori possono condizionare il guadagno, come le aperture (l'area dell'antenna raccoglie il segnale in misura quasi interamente correlata alle dimensioni dell'antenna, ma per le piccole antenne questo può essere incrementato aggiungendo un'anima di ferrite), e l'efficienza (ancora, condizionata dalle dimensioni, ma anche dalla resistività dei materiali usati e dall'accordo d'impedenza). Questi fattori si possono migliorare facilmente senza modificare altre caratteristiche delle antenne o contemporaneamente migliorate dagli stessi fattori che ne aumentano la direzionalità e così tipicamente non sottolineati.

## Applicazioni
Le antenne a elevato guadagno sono tipicamente le più ampie componenti delle profonde sonde spaziali e le antenne radio ad alto guadagno sono strutture fisicamente enormi, come l'Osservatorio di Arecibo.
Il Deep Space Network utilizza piatti di 35 m con lunghezze d'onda di circa 1 cm. Questa combinazione fornisce un guadagno di antenna di circa 100 000 000 (o 80 dB, come normalmente misurato), facendo apparire il trasmettitore circa 100 milioni di volte più forte, e il ricevitore circa100 milioni di volte più sensibile, purché l'obiettivo sia all'interno del fascio. Questo fascio può coprire al massimo un centinaio di milionesimi (10−8) del cielo, così è necessario un puntamento molto accurato.
L'utilizzo di comunicazioni ad alto guadagno e onde millimetriche nella WPAN aumenta la probabilità di un contemporaneo piano di trasmissioni che non interferiscano nell'area considerata, il che si traduce in un elevatissimo aumento delle prestazioni della rete. Comunque, la progettazione ottimale di trasmissioni contemporanee è un problema del tipo NP-Hard.

## Galleria d'immagini

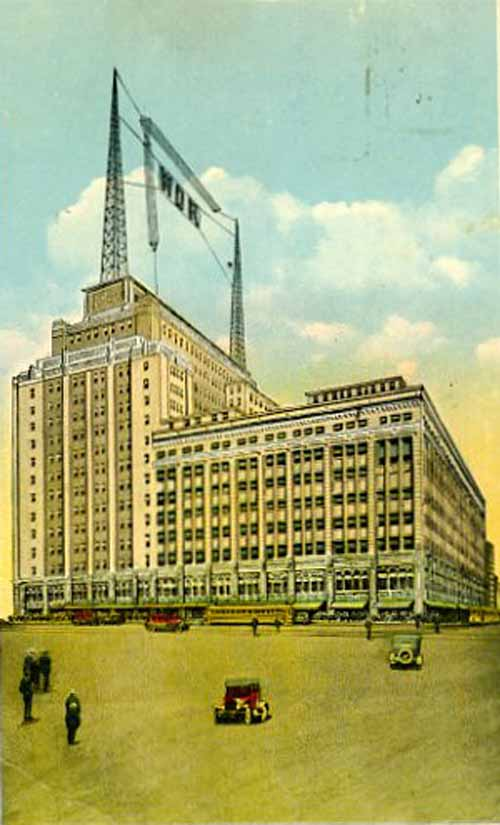
Uno dei primi esempi (1922) di un radiotrasmettitore direzionale in AM, costruito per WOR, allora in New Jersey, e rivolto sia a New York City che a Filadelfia.
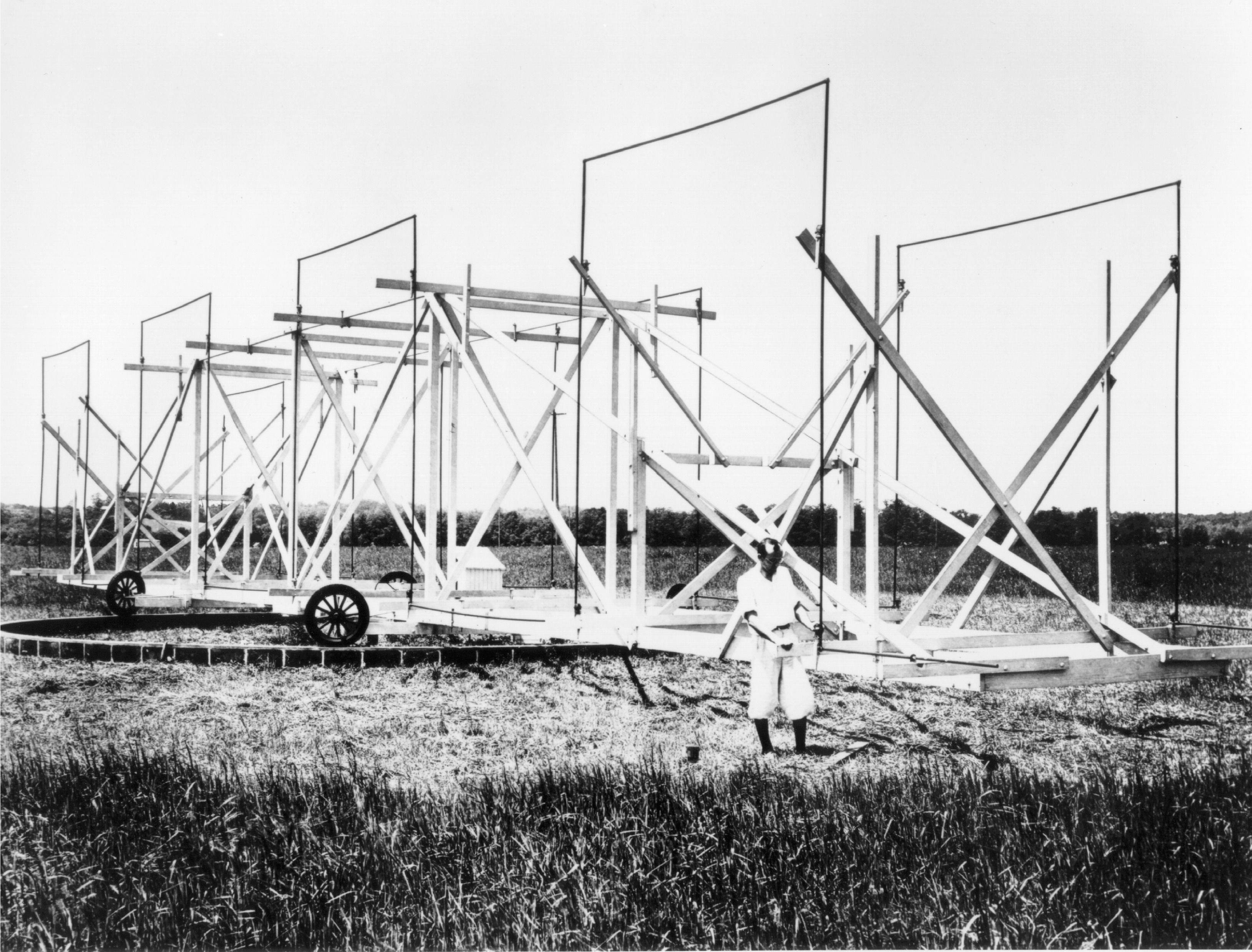
Karl Jansky e la sua antenna radio direzionale rotante (1932) a Holmdel, nel New Jersey, che è stato il primo radiotelescopio, che scoprì emissioni radio dalla Via Lattea.
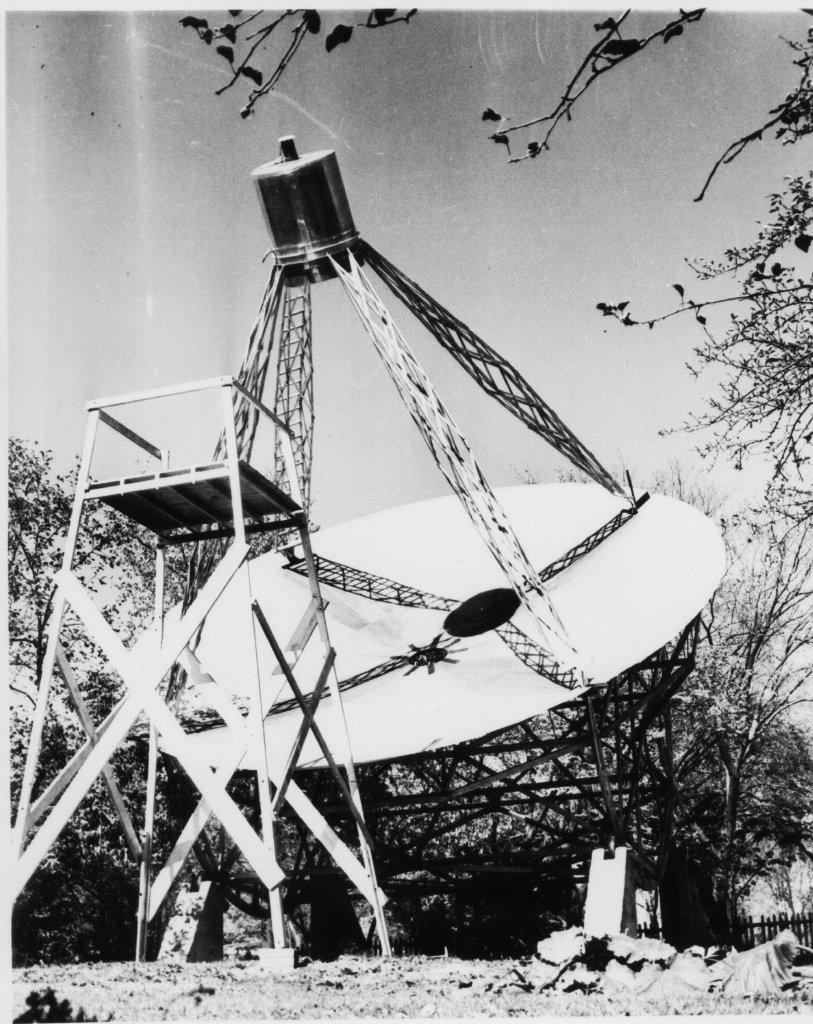
Antenna costruita in casa da Grote Reber a Wheaton, nell'Illinois, (1937), secondo radio telescopio al mondo e primo radio telescopio parabolico
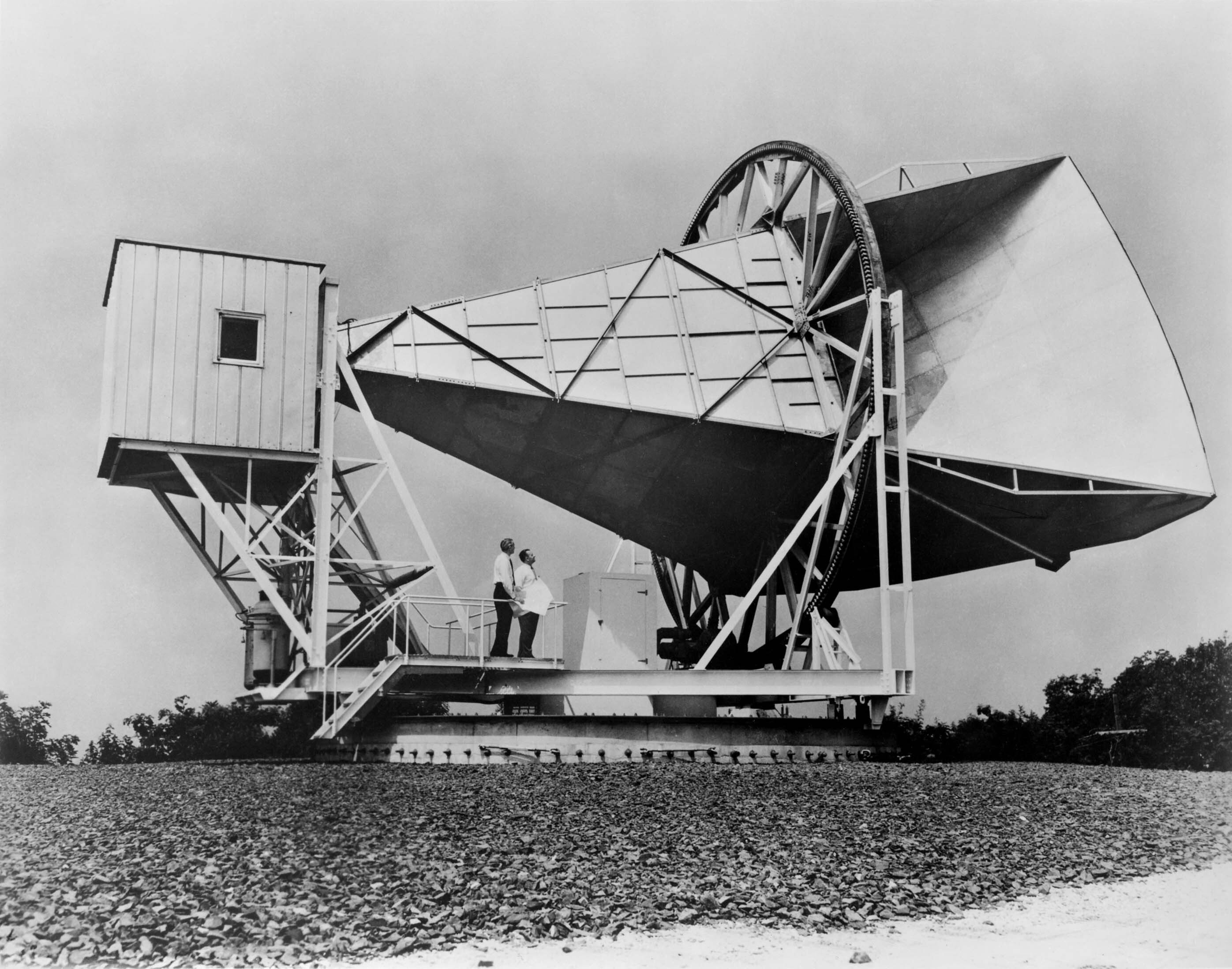
Antenna a tromba di Holmdel a Holmdel, nel New Jersey, (anni 1960). Costruito in supporto al programma di comunicazioni Echo,[5] successivamente utilizzato in esperimenti che rivelarono la radiazione cosmica di base che permea l'universo.
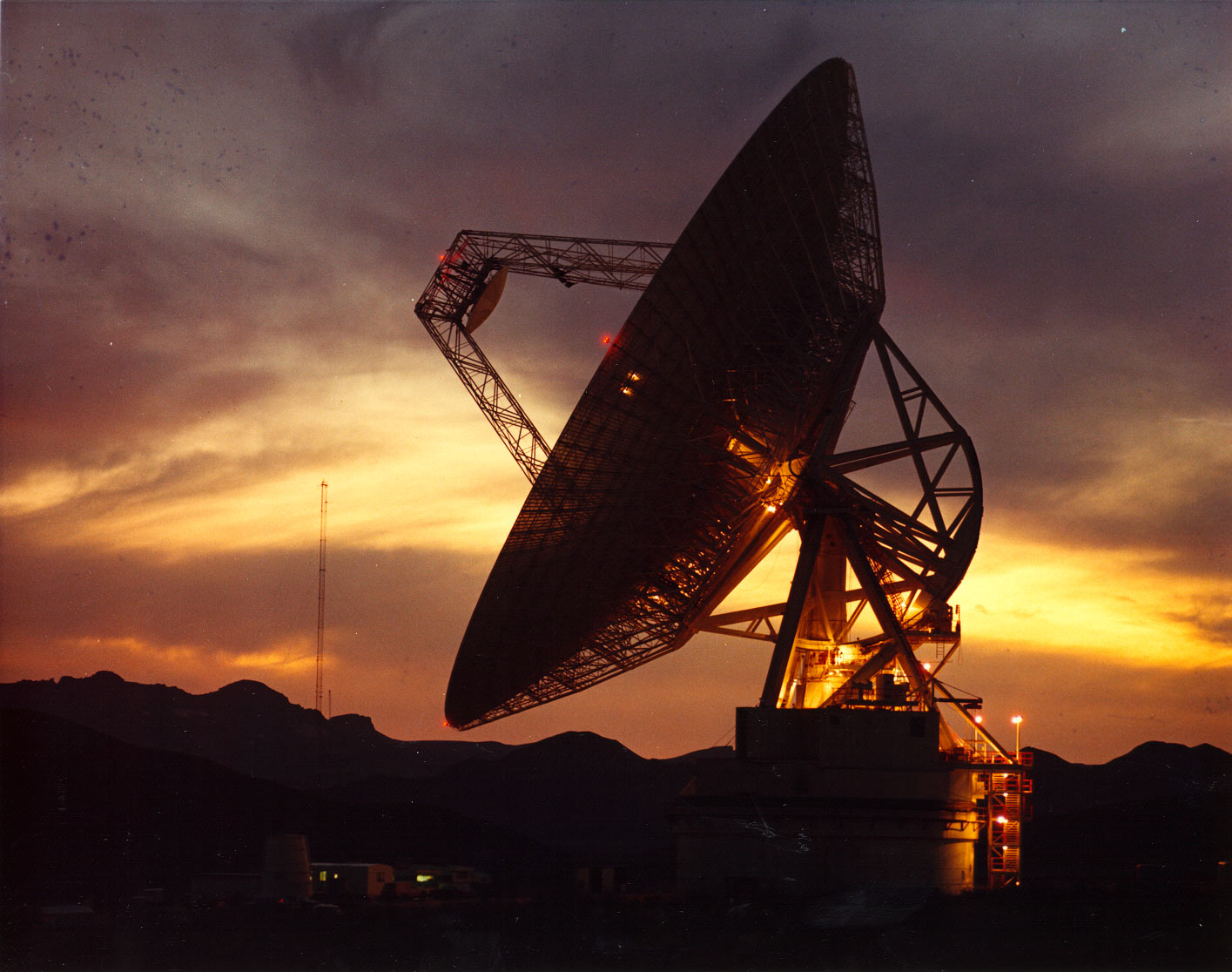
Antenna parabolica – L'antenna di 70 m al Goldstone Deep Space Communications Complex nel deserto di Mojave, California
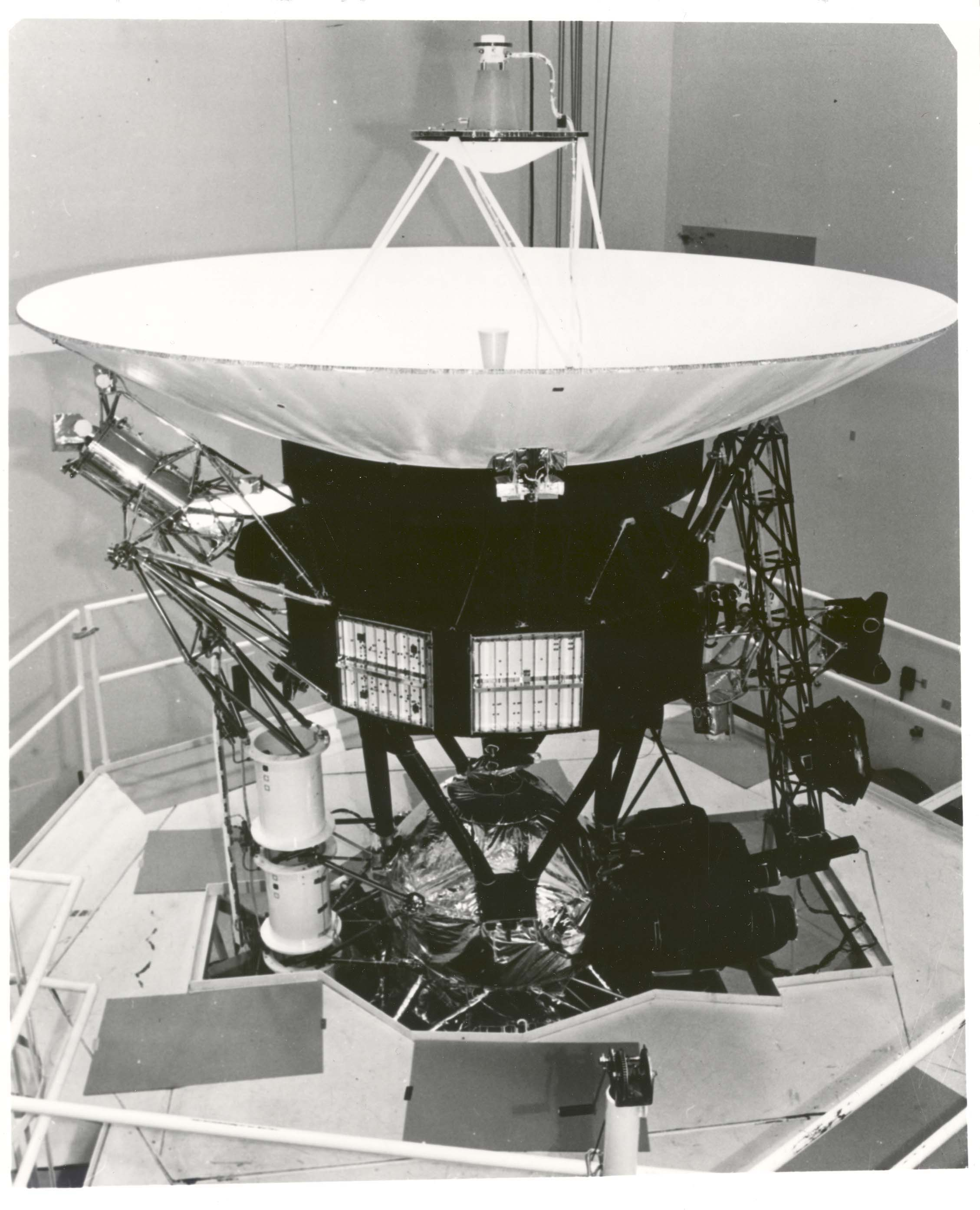
Sonda spaziale Voyager 2. L'antenna parabolica HGA è il grosso oggetto a forma di palla.
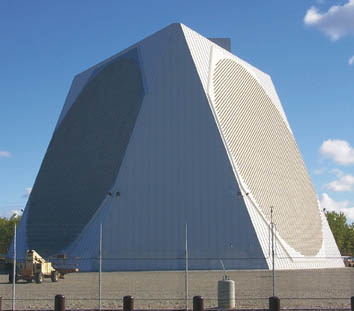
Un gigantesco radar a schiera di fase in Alaska
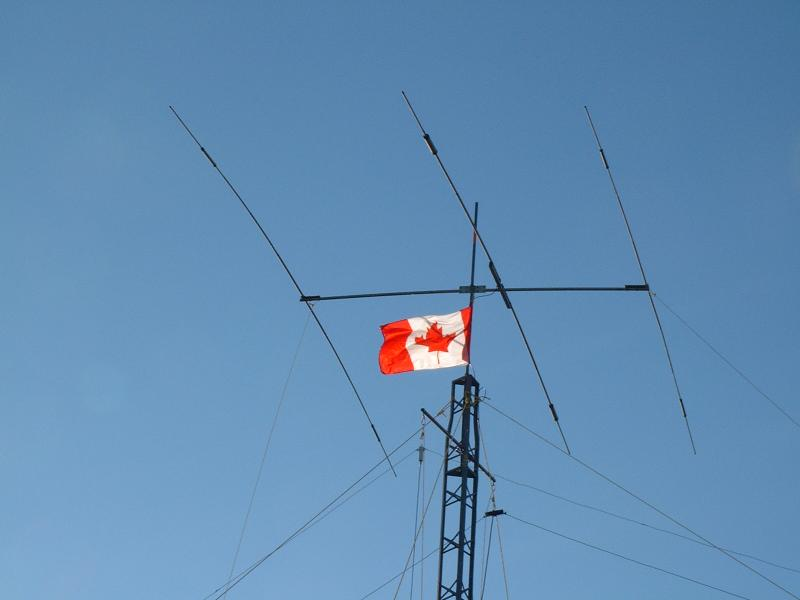
Un'antenna Yagi. Da sinistra a destra, gli elementi montati sul boom sono detti riflettore, elemento passivo e direttore. Il riflettore è facilmente identificabile essendo un poco (5%) più lungo che l'elemento passivo e il direttore un poco (5%) più corto.